# The Prodigy
 Ikke at forveksle med Prodigy (rapper).
The Prodigy (eller bare Prodigy) er et engelsk band som opererer inden for flere musikgenrer fra rave, hardcore techno og industrial i starten af 1990'erne til alternative rock og big beat med punk indslag senere hen. Bandet bestod indtil marts 2019 af Liam Howlett (komponist), Keith Flint (danser/vokalist) og Maxim Reality (MC og vokalist). Leeroy Thornhill (danser) var medlem af bandet fra 1990 til 2000.
Deres største hits inkluderer "Charly", "Out of Space", "Smack My Bitch Up", "Omen", "Take me to the Hospital" "Voodoo People", "No Good (Start the Dance)", "Breathe" og "Firestarter". De har til dato udgivet følgende studiealbum: Experience (1992), Music for the Jilted Generation (1994), The Fat of the Land (1997), Prodigy Presents The Dirtchamber Sessions Volume One (1999), Experience Expanded (2001), Always Outnumbered, Never Outgunned (2004), Their Law (2005), Invaders Must Die (2009) og The Day Is My Enemy (2015). Deres seneste studiealbum hedder No Tourists (2018).
Bandet har også samarbejdet med stjerneskuespilleren Juliette Lewis på albummene Always Outnumbered, Never Outgunned, hvor hun sang med på numrerne "Spitfire", "Get Up Get Off" og "Hot Ride".
The Prodigy spillede på Roskilde Festival 1997 og Roskilde Festival 2010.

## Diskografi
- Experience (1992)
- Music for the Jilted Generation (1994)
- The Fat of the Land (1997)
- Always Outnumbered, Never Outgunned (2004)
- Invaders Must Die (2009)
- The Day Is My Enemy (2015)
- No Tourists (2018)